# Raffaele Carlo Marcello
Raffaele Carlo Marcello, dit Raphaël Marcello, Raphaël, ou encore Marcello, est un dessinateur italien de bande dessinée, né à Vintimille le 16 novembre 1929 et mort dans la même ville le 23 décembre 2007.

## Biographie
Après avoir quitté l'école, Raffaele Carlo Marcello commence sa carrière de dessinateur de bande dessinée à Paris en 1948 chez Sagédition, après qu'un ami eut envoyé ses dessins à la maison d'édition alors que Marcello se destinait à une carrière dans l'ébénisterie. Il y est l'illustrateur de Loana et le masque chinois et de Nick Silver. Il rejoint Opera Mundi en 1950 et y assure les adaptations de Ben Hur, Jane Eyre, La découverte du monde et L'histoire de Paris. Il accompagne également les publications du Cavalier inconnu de 1955 à 1970 (magazine Pépito). Au milieu des années 50, il a brièvement collaboré au journal IMA, l'ami des jeunes.
Il rejoint Pif Gadget en 1970 où il crée sa série la plus célèbre, Docteur Justice, avec le scénariste Jean Ollivier. Il collabore par ailleurs à l'adaptation sous forme de bande dessinées de la série télévisée Amicalement Vôtre avec Víctor Mora. Il contribue également aux séries Taranis, fils de la Gaule, Tarao (avec Roger Lécureux) et une adaptation de La Guerre du feu, écrit par Raymonde Borel-Rosny.
Avec Raymond Maric, il réalise notamment les séries John Parade, Patrouilleur de l'Espace (Le journal des Pieds Nickelés) et Cristal (Le journal de Spirou en 1981).
Il participe aux séries publiées en librairie par les éditions Larousse : L'Histoire de France en bandes dessinées, La Découverte du Monde, L'Histoire du Far-West. Enfin, chez Bonelli, il participe aux séries Tex et Zagor. En 1988, il dessine la bande dessinée Michael Jackson pour les éditions Hachette et L'épopée du Paris Saint-Germain pour Albin Michel.

## Œuvres publiées

### Sagédition
- Loana et le masque chinois
- Nick Silver
- Rintintin

### Opéra Mundi
- Ben Hur, 1951
- Le Roman de Paris, 1954
- La Faute de Jeannine, 1956

### Éditions de la Pensée moderne
- Lancelot du Lac, avec Georges Mazières, 1962

### Pépito
- Le Cavalier inconnu (dessin), avec Luigi Grecchi (scénario), 1954-1970.

### Trio / Pieds Nickelés
- John Parade, Patrouilleur de l'Espace (dessin), avec Raymond Maric (scénario), 1976-1979.

### Éditions Vaillant/Pif
- Docteur Justice (dessin), avec Jean Ollivier (scénario), 1970-1993
- Gadgetus
- Amicalement vôtre (dessin), avec Víctor Mora (scénario), adapté de la série télé, 1975-1977
- La Guerre du feu, avec Raymonde Borel-Rosny (scénario),  adapté de La Guerre du feu de J.-H. Rosny aîné, Pif Gadget no 695, juillet 1982[2]. Repris en album aux Éditions G. P.
- Tarao (dessin), avec Roger Lécureux (scénario), 1982-1990.
- Taranis, fils de la Gaule (dessin), avec Víctor Mora (scénario), 1977-1981
- Cogan (dessin), avec Jean Ollivier (scénario), 1993.

### Journal de Mickey
- Le Club des Cinq (dessin, reprise), avec Serge Rozensweig (scénario), adapté d'Enid Blyton, 1985-1987.

### Journal de Spirou
- Cristal (dessin), avec Raymond Maric (scénario), 1981-1988
- Voulez-vous de nos nouvelles (dessin), avec Maric, 1984-1988

### L'Écho des savanes
- La Nuit barbare (dessin), avec Jean Ollivier (scénario), 1988
- Moi être, 1988

### Collections Larousse
- Histoire de la France en bandes dessinées (1976-1978)
- La Découverte du monde en bandes dessinées (1978-1980)
- Histoire du Far-West (1980-1982)